# Veratridin
Veratridin ist eine chemische Verbindung aus der Gruppe der Steroidalkaloide und der Hauptbestandteil des „Veratrin“ genannten Alkaloidgemisches (Veratrumalkaloid). Veratridin wirkt als Nervengift, indem es die Selbstinaktivierung der Natriumkanäle nach einer Depolarisation hemmt.

## Vorkommen

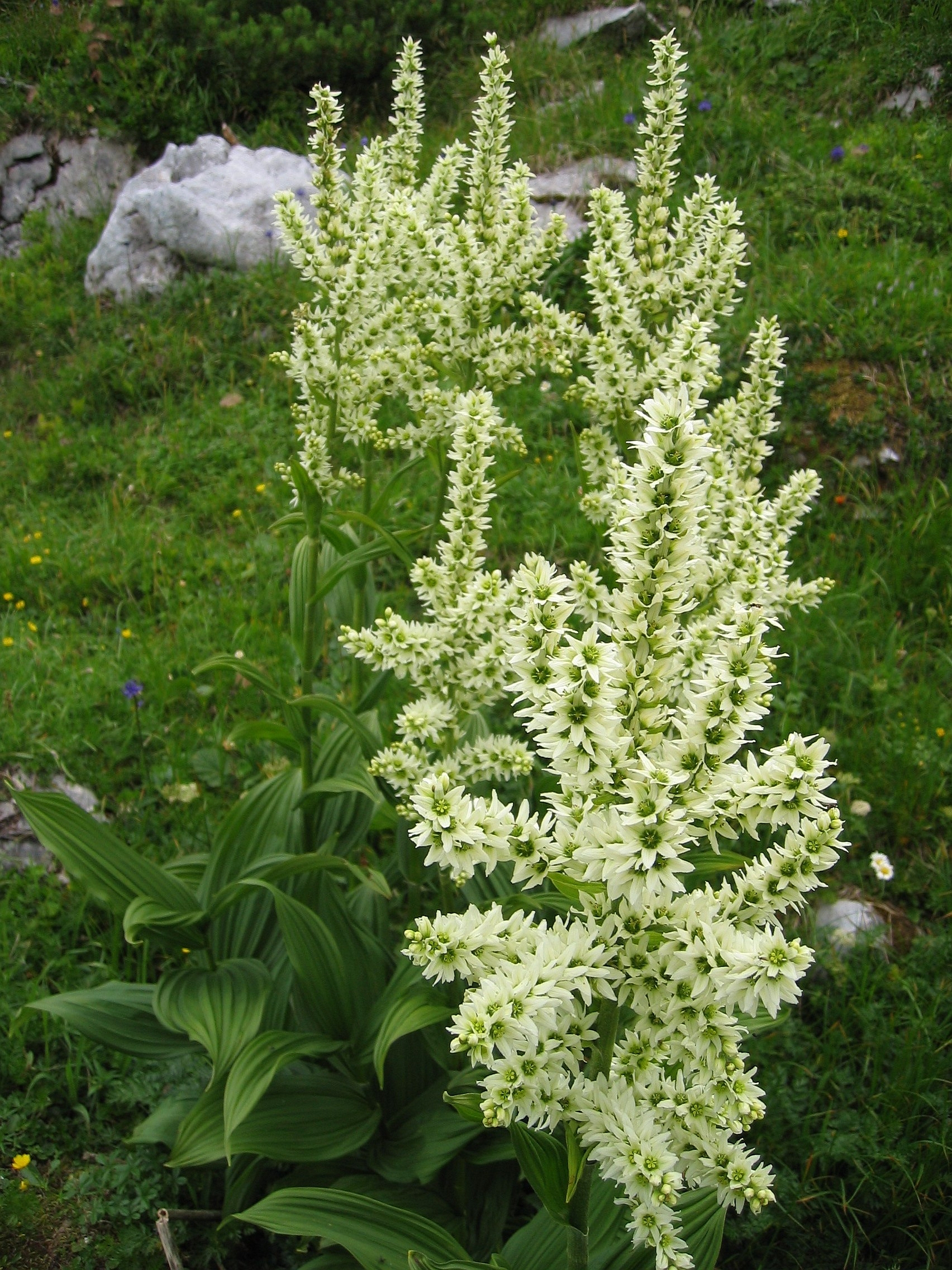
Weißer Germer (Veratrum album)

Das Alkaloid wird aus dem Samen von Schoenocaulon officinale oder aus den Rhizomen von Veratrum album gewonnen.

## Verwendung
Veratridin wird als natürliches Insektizid gegen Thripse bei Zitrusfrüchten und Avocado eingesetzt. In der Europäischen Union und in der Schweiz ist es nicht als Pflanzenschutzwirkstoff zugelassen.